# Museu monogràfic de Pol·lèntia

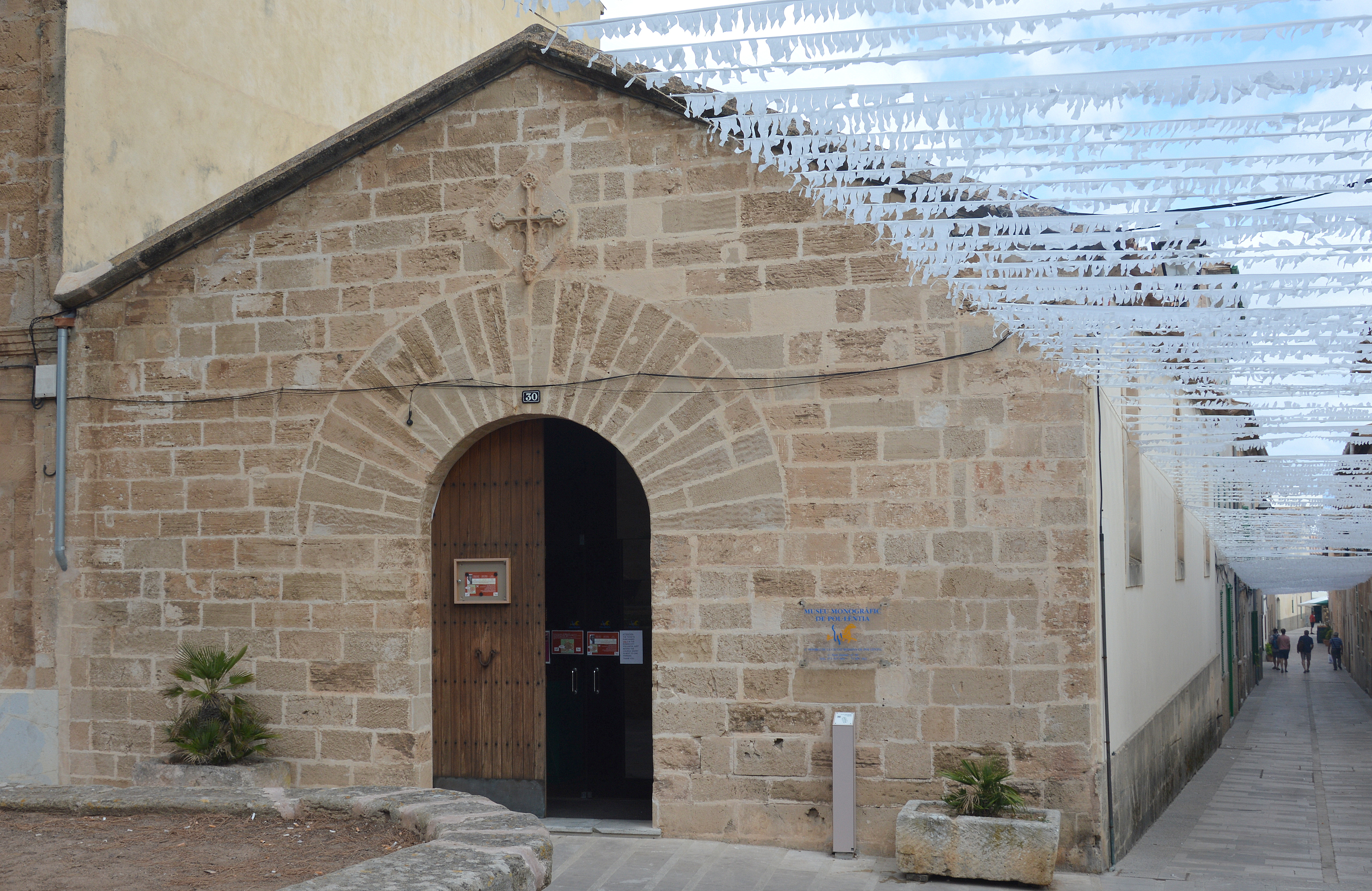
Museu monogràfic de Pol·lèntia

Das Museu monogràfic de Pol·lèntia (deutsch: Monografisches Museum von Pol·lèntia) ist ein archäologisches Museum in Alcúdia auf der spanischen Mittelmeerinsel Mallorca.

## Lage
Es befindet sich in der Altstadt von Alcúdia an der Adresse Carrer Sant Jaume 30.

## Ausstellung
Das Museum wurde im Jahr 1987 im ehemaligen, aus dem 16. Jahrhundert stammenden Hospital der Stadt eröffnet. Es zeigt Ergebnisse und Fundstücke der südlich der Altstadt von Alcúdia im Gebiet der altrömischen Stadt Pollentia durchgeführten Ausgrabungen. Zu den Ausstellungsstücken gehören Statuen, Schmuck, Mosaike, Münzen, Steintafeln, Gefäße unterschiedlicher Zeiten aus Bronze und Keramik, Amphoren, Gläser und Grabbeigaben.